# ヴィクトール・クドリャフツェフ
ヴィクトール・ニコラエヴィチ・クドリャフツェフ（ロシア語: Виктор Николаевич Кудрявцев、ロシア語ラテン翻字: Viktor Nikolaevich Kudriavtsev、1937年10月24日- )は、旧ソ連のフィギュアスケート選手でロシアのフィギュアスケートコーチ。

## 来歴
ロシアトゥーラ州トゥーラ生まれ。クドリャフツェフは最初にピオネール宮殿（子供用課外活動施設の一般名称）で振り付けを学習することから始めた。14歳でモスクワのボリショイ劇場のバレエ学校へ推薦されるも、寮もなくモスクワの親戚を頼ることもできず、トゥーラに帰らざるを得なかった。16歳でフィギュアスケートを始めたクドリャフツェフは、やがて集団レッスンで才能を発揮し、数年後にロシア国内ジュニア選手権3位となり 1956年コルティナダンペッツォオリンピック代表候補となる。1960年にロシア国立体育・スポーツ・青年・観光大学卒業後から22歳でコーチ活動を始めた。
コーチ活動としてはソコーリニキ (トゥーラ州)のリンクから始めて、ルジニキ・クリスタルを経て最終的にモスクワのモスクヴィッチに拠点を定めた。2010年にはコーチの第一線を退いたがロシアナショナルチームのコンサルタントは続けている。
コーチ活動を開始してからは数多くのフィギュアスケート選手を育て、指導した選手の中では1975年世界選手権にセルゲイ・ボルコフが優勝し、旧ソ連の選手としては初優勝であった。その後は数多くの選手が世界選手権、ヨーロッパ選手権の表彰台に乗っている
2000年以降は ЭШВСМ”モスクヴィッチ”にてシニアコーチをしている。2011年からロシア国内チームのコンサルタントを務めている。

## 指導した選手
- リュドミラ・スミルノワ & アレクセイ・ウラノフ - 1972札幌オリンピック2位
- セルゲイ・ボルコフ - 1975年世界選手権優勝
- キラ・イワノワ - 1984年サラエボオリンピック3位
- イリヤ・クーリック - 1998年長野オリンピック優勝
- マリア・ブッテルスカヤ - 1999年世界選手権優勝
- ユリア・ソルダトワ - 1999年世界選手権3位
- エレーナ・ソコロワ - 2003年世界選手権2位
- イリヤ・クリムキン - 2004年欧州選手権3位

## 称号
- 旧ソ連名誉コーチ
- ロシア名誉コーチ
- 最終学歴　ロシア国立体育・スポーツ・青年・観光大学卒(1960年)

## 私生活
かつて指導したマリーナ・チトーワと結婚し、彼女もフィギュアスケートコーチである。

## 脚註
1. ↑  Виктор Кудрявцев: тренер должен быть фанатом фигурного катанияhttp://rsport.ru/ 2012年10月24日のインタビュー
2. ↑  Илья Кулик, Виктория Волчкова и Александр Успенский – о своем тренере Викторе Кудрявцеве, которому исполнилось 70 летallsportinfo.ru